# Edmond Panariti
Edmond Panariti (ur. 1 czerwca 1960 w Tiranie) – albański polityk i lekarz weterynarii.

## Życiorys
Syn Qamila i Very. W 1984 ukończył studia z zakresu weterynarii na Uniwersytecie Rolniczym w Tiranie, zaś w 1993 obronił pracę doktorską. Po studiach rozpoczął karierę naukową, specjalizując się w zakresie radiobiologii i toksykologii. W latach 1992–1992 kierował zakładem badań nad zagrożeniami środowiska naturalnego w Instytucie Weterynarii, a następnie przeszedł do Instytutu Zdrowia Publicznego, gdzie kierował zakładem kontroli żywności. W czasie swojej kariery naukowej opublikował dwa podręczniki akademickie, był także redaktorem naczelnym pisma Veterinaria. W 2000 uzyskał Stypendium Fulbrighta, które umożliwiło mu prowadzenie pracy naukowej na wydziale weterynarii University of Missisipi.
W 2004 Panariti wstąpił do Socjalistycznego Ruchu Integracji, w 2008 objął funkcję przewodniczącego Narodowego Komitetu Wykonawczego partii, był także ekspertem od spraw rolnictwa i środowiska naturalnego. W 2011 zdobył mandat radnego do Rady Miejskiej Tirany. 3 lipca 2012 został wydelegowany przez swoją partię do objęcia stanowiska ministra spraw zagranicznych w rządzie Salego Berishy. W tym samym roku (do listopada 2012) jako przedstawiciel Albanii przewodniczył Komitetowi Ministrów Rady Europy. W 2015 został uhonorowany doktoratem honoris causa Uniwersytetu w Perugii.
W życiu prywatnym jest żonaty, ma dwóch synów (Klajda i Bjorna).